# The Genius Prince's Guide to Raising a Nation Out of Debt
«Посібник принца-генія з виводу країни з боргів (Гей, як щодо зради?)» (яп. 天才王子の赤字国家再生術〜そうだ、売国しよう〜, Tensai Ōji no Akaji Kokka Saisei Jutsu ~Sō da, Baikoku Shiyō~) — серія ранобе, написана Тору Тобою та проілюстрована fal_maro. Видавництво SB Creative випускає серію ранобе з травня 2018 року під своїм лейблом GA Bunko. У Північній Америці ранобе ліцензоване компанією Yen Press. Адаптація у форматі манґи, з ілюстраціями Емуди, публікується онлайн з жовтня 2019 року через онлайн-журнал манґи Manga Up! від Square Enix. Телевізійна адаптація у форматі аніме, створена студією Yokohama Animation Laboratory, транслювалася з січня по березень 2022 року.

## Сюжет
На далекій півночі континенту Варно розташована невелика країна — Королівство Натра. Після того, як король Оуен зляг від хвороби, управління державою лягло на плечі його надзвичайно здібного сина, кронпринца, а тепер принца-регента, Вайна Салеми Арбалеста. Разом із його прекрасною та вправною помічницею Нінім Ралей, Вайн підтримує образ геніального принца, який керує державою залізною рукою. Однак за лаштунками Вайн постійно нарікає на долю, що випала на нього, і таємно мріє про можливість зрадити свою батьківщину, продавши її, аби втекти від своїх обов’язків.

## Персонажі

### Головні герої
Вайн Салема Арбалест (яп. ウェイン・サレマ・アルバレスト, Wein Sarema Arubaresuto)
Головний герой. Принц Вайн — надзвичайно здібний спадкоємець королівського престолу Королівства Натра. Його вважають генієм, і він користується любов'ю громадян своєї країни. Однак за зовнішністю ідеального принца ховається зрадницька натура, яка прагне уникнути своїх обов'язків будь-якими способами. Це зазвичай закінчується тим, що його помічниця Нінім карає його за недоречну поведінку. В аніме кілька разів показано, що стосунки між Вайном і Нінім виходять за межі звичайної дружби.
Нінім Ралей (яп. ニニム・ラーレイ, Ninimu Rārei)
Близька подруга та особиста помічниця принца Вайна, яка належить до пригнобленої меншини, відомої як Флахм. Нінім навчалася разом із Вайном в Імперській Королівській Академії. Вона знає про його схильність до зради, проте завжди спонукає його чинити правильно, адже розуміє, що його розум, далекоглядність, старанність і військові навички можуть врятувати королівство, а також захистити всіх, хто їм дорогий. Хоча вона казала, що ніколи не зможе вийти за Вайна через різницю в соціальному статусі, видно, що вона високо цінує його слова: «Ти — моє серце».

### Королівство Натра
Фланья Елк Арбалест (яп. フラーニャ・エルク・アルバレスト, Furānya Eruku Arubaresuto)
Молодша сестра принца Вайна, принцеса Фланья вивчає політику, сподіваючись, що зможе допомогти своєму старшому брату, хоча сама вважає, що він не має жодних недоліків, які вона могла б компенсувати. Її мрія здійснилася під час інциденту в Мілтарсі, коли саме Фланья забезпечила прорив, необхідний для того, щоб її брат зміг розробити план і перехитрити своїх змовників.
Нанаки Ралей (яп. ナナキ・ラーレイ, Nanaki Rārei)
Флахм, що служить охоронцем Фланьї. Мовчазний і низькорослий юнак. Дуже турбується про свою господиню Фланью. Чудово володіє навичками асасина та збору інформації, а також має високий рівень бойових здібностей.
Ларклум (яп. ラークルム)
Генерал (командир) армії Королівства Натра. Миролюбний за своєю природою, але на полі бою вражає своєю майстерністю володіння списом, використовуючи довгі руки. Один із талановитих людей, яких виявив Вайн. У битві з армією Мардена, незважаючи на те, що це був перший похід Вайна, плакав через слабкість противника.
Хагал (яп. ハガル)
Старий генерал армії Королівства Натра. Колись прославився як видатний полководець в іншій країні, але через певні обставини був вигнаний і після довгих поневірянь, почав служити королю Натри, Оуену. Один із тих, хто високо оцінює талант Вайна.
Сіріджис (яп. シリジス)
Канцлер Королівства Делуніо, пізніше — радник Фланьї. Вперше з'являється в п'ятому томі. Невисокий літній чоловік. Фактично управляє Делуніо, використовуючи короля як маріонетку. Колишній селянин, який піднявся по соціальних сходах і навіть прагне отримати титул виборного князя. Має високу амбіційність і значні здібності в управлінні державою. У п'ятому томі укладає союз із заклятим ворогом Сольджестом, щоб кинути виклик Натрі в дипломатичній війні, але зрештою зазнає поразки від Вайна й втрачає свою посаду. Після цих подій ховається в Імперії Арсвальд, але пізніше його знаходить Фланья, і він стає її радником. Спочатку він прагне зробити Фланью наступною королевою, керуючись помстою до Вайна, але згодом щиро починає підтримувати її кандидатуру через її здібності.
Король Оуен (яп. ナトラ王オーウェン)
Чинний король Натри та біологічний батько Вайна. Мудрий правитель, який забезпечував стабільність королівства. Незадовго до початку подій сюжету захворів, через що Вайн, який навчався за кордоном, був повернений до країни як регент. Наразі перебуває на лікуванні у віддаленому палаці.
Леван Ралей (яп. レヴァン・ラーレイ)
Радник короля Оуена та лідер Флахмів у Королівстві Натра. Блискучий радник, який служить не державі, а особисто королю Оуену, подібно до того, як Нінім служить Вайну. Незважаючи на свою виняткову компетентність, залишається радником Оуена навіть тоді, коли Вайн бере на себе відповідальність за управління країною. У четвертому томі тимчасово допомагав Вайну, коли Нінім була відсутня.

### Імперія Арсвальд
Лоуелміна Арсвальд (яп. ロウェルミナ・アースワルド, Rowerumina Āsuwarudo)
Друга принцеса Імперії Арсвальд. Лоуелміна є давньою подругою Вайна та Нінім, з якими вона навчалася в Академії. Під час навчання вона приховувала своє справжнє походження, видаючи себе за Лову, доньку провінційного аристократа. Її образ скромної дівчини з невідомої родини дозволив їй налагодити невимушені стосунки з іншими студентами, включаючи Вайна. Лоуелміна — персонаж, чия харизматичність та дипломатичні здібності мають велике значення для розвитку сюжету, особливо у взаємодії з Вайном, оскільки її статус імперської принцеси створює можливості для політичних інтриг і союзів.
Фіш Брандель (яп. フィシュ・ブランデル, Fishu Buranderu)
Фіш Брандель — посол, що підтримує дипломатичні зв’язки між Імперією Арсвальд і Королівством Натра..

## Медіа

### Ранобе
Ранобе написане Торою Тобою та проілюстроване fal_maro. Видавництво SB Creative випустило одинадцять томів з травня 2018 року під їхнім лейблом GA Bunko. Ранобе ліцензоване в Північній Америці компанією Yen Press, перший том був випущений у цифровому форматі 3 вересня 2019 року.
| №  | Дата виходу       | ISBN                   |
| -- | ----------------- | ---------------------- |
| 1  | 12 травня 2018    | ISBN 978-4-79739-703-1 |
| 2  | 14 вересня 2018   | ISBN 978-4-79739-900-4 |
| 3  | 12 січня 2019     | ISBN 978-4-81560-115-7 |
| 4  | 14 червня 2019    | ISBN 978-4-81560-272-7 |
| 5  | 12 жовтня 2019    | ISBN 978-4-81560-380-9 |
| 6  | 14 лютого 2020    | ISBN 978-4-81560-535-3 |
| 7  | 12 червня 2020    | ISBN 978-4-81560-709-8 |
| 8  | 12 листопада 2020 | ISBN 978-4-81560-888-0 |
| 9  | 12 березня 2021   | ISBN 978-4-81560-942-9 |
| 10 | 12 серпня 2021    | ISBN 978-4-81561-095-1 |
| 11 | 14 січня 2022     | ISBN 978-4-81561-459-1 |
| 12 | 14 вересня 2022   | ISBN 978-4-81561-641-0 |

### Манґа
Адаптація у вигляді манґи з малюнками Емуда публікується онлайн з жовтня 2019 року через онлайн-журнал манґи Manga Up! від Square Enix. Вона була зібрана в одинадцять томів танкобонів.
| №  | Дата виходу          | ISBN                   |
| -- | -------------------- | ---------------------- |
| 1  | 12 лютого 2020       | ISBN 978-4-75756-519-7 |
| 2  | 7 листопада 2020     | ISBN 978-4-75756-734-4 |
| 3  | 7 квітня 2021        | ISBN 978-4-75757-183-9 |
| 4  | 7 вересня 2021, 2021 | ISBN 978-4-75757-455-7 |
| 5  | 7 грудня 2021        | ISBN 978-4-75757-611-7 |
| 6  | 7 березня 2022       | ISBN 978-4-75757-787-9 |
| 7  | 7 липня 2022         | ISBN 978-4-75758-003-9 |
| 8  | 7 листопада 2022     | ISBN 978-4-75758-232-3 |
| 9  | 7 квітня 2023        | ISBN 978-4-75758-501-0 |
| 10 | 7 вересня 2023       | ISBN 978-4-75758-760-1 |
| 11 | 7 грудня 2023        | ISBN 978-4-75758-931-5 |
| 12 | 7 березня 2024       | ISBN 978-4-75759-074-8 |
| 13 | 5 липня 2024         | ISBN 978-4-75759-283-4 |
| 14 | 7 листопада 2024     | ISBN 978-4-75759-504-0 |

### Аніме
Адаптацію у вигляді аніме-серіалу було анонсовано під час трансляції заходу «GA Fes 2021» 31 січня 2021 року. Серіал вироблений NBCUniversal Entertainment Japan і анімований Yokohama Animation Laboratory. Режисером виступив Масато Тамагава, асистентом режисера став Сін Я Цай, за композицію серіалу відповідав Деко Акао, дизайном персонажів займався Рюноске Оджі, а музику написав Тошіхіко Сахаші. Опенінг «Level» виконується Наґі Янаґі у співпраці з The Sixth Lie, а ендонінг «Hitori to Kimi to» (Наодинці з тобою) виконана Йошіно Нандзьо. Серіал транслювався з 11 січня по 29 березня 2022 року на Tokyo MX, BS NTV та AT-X.
NBCUniversal Entertainment Japan випустила серіал в Японії на 4 Blu-ray томах, кожен з яких містить 3 епізоди. Перший том вийшов 30 березня 2022 року, а наступні томи виходили щомісяця до 29 червня 2022 року. Crunchyroll випустила повний серіал на Blu-ray в Північній Америці 17 січня 2023 року.

#### Список епізодів
| № серії | Назва серії | Режисер(и)                               | Сценарист(и)    | Режисер(и) анімації             | Оригінальна дата показу |
| --- | --- | ---------------------------------------- | --------------- | ------------------------------- | ----------------------- |
| 1 | «Принц, який продасть своє королівство» Транслітерація: «Sō da, Kuni o Utte Tonzura Shiyō» (яп. そうだ、国を売ってトンズラしよう)        | Генко Абe                                | Деко Акао       | Масато Тамагава                 | 11 січня 2022           |
| Принц Вейн з королівства Натра обожнюваний народом, але таємно ненавидить свої обов'язки і зрадницьки планує продати королівство. Королівство Натра має довгі зими і немає хороших земель для сільського господарства, тому економіка бідна, а борги великі. Єдина особа, яка знає про егоїзм Вейна, — його помічниця Нінім Ралей, яка намагається утримати його в рамках. Багатий король Мардена некомпетентний і ненависний своїми громадянами, тому він планує успішно вторгнутися в Натру, щоб зробити себе популярним. Вейн сподівається погано захищати Натру, а потім вести переговори про обмін королівства на гроші. На жаль, через угоду, укладену ним кілька місяців тому з імперією Ертволд для фінансування та тренування, а також завдяки натхненній імпровізованій промові, його армія насправді перемагає Мардена, що викликає велику розчарованість у Вейна. Знаючи, що він повинен зберегти лояльність своїх генералів і підтримати своє враження як великого правителя, Вейн пропонує вторгнутися в найбільшу золотодобувну шахту Мардена, сподіваючись, що його генерали поважатимуть його сміливу пропозицію, але відкинуть ідею як надто небезпечну. На жаль, всі генерали погоджуються на вторгнення. Вейн сподівається, що вторгнення провалиться, але шахту беруть легко, що приносить багатство Натрі і ще більше переконує всіх, що Вейн — великий правитель. | |                                          |                 |                                 |                         |
| 2 | «Вейн Салема Арбалест, тактик поля бою» Транслітерація: «Senjō no Wein Sarema Arubaresuto» (яп. 戦場のウェイン・サレマ・アルバレスト)    | Сінь Я Цай                               | Деко Акао       | Сінь Я Цай                      | 18 січня 2022           |
| Вейн дізнається від свого головного шахтаря, що шахта насправді виснажена. Король Мардена Фуштаре, якого переконують його корумповані радники, відправляє генерала Драуда та його армію для відновлення контролю над шахтою, навіть попри те, що це залишає кордони неприкритими. Вейн, все ще сподіваючись отримати прибуток і підозрюючи, що Фуштаре не знає про виснаженість шахти, вирішує захищати шахту протягом місяця, а потім дозволити Фуштаре викупити її назад. Після кількох тижнів боїв Драуд відправляє командира Логана для переговорів про мир, але коли Логан грубо ображає Нінім, Вейн відрубав йому голову, а потім особисто пробрався в табір Драуда і вбив його за образу Нінім, що виявляє, наскільки сильною є його прихильність до неї. Виявляється, що Вейн набагато здібніший, ніж здається, адже він навчався в Військовій академії Ертволд і зайняв перше місце в кожному курсі, що стало принизливим для Ертволд, який тримав його оцінки в таємниці. Вейн дізнається, що Мардена була вторгнена через неприкритий кордон королівством Каварін, а Фуштаре мертвий, що руйнує його план із продажу шахти. На щастя, його головний шахтар знаходить новий, дуже прибутковий золотий поклад. Вейн планує відсвяткувати, але Нінім погрожує йому повернутися до роботи, що ще більше зміцнює його бажання якимось чином продати королівство і вийти на пенсію. | |                                          |                 |                                 |                         |
| 3 | «Пропозиція як привід» Транслітерація: «Sō da, Seiryaku Kekkon Shiyō» (яп. そうだ、政略結婚しよう)                                       | Хіроюкі Цучія                            | Томоко Шіноцука | Тошія Ніітоме                   | 25 січня 2022           |
| Принцеса Лова з Ертволду, подруга Вейна та Нінім з академії, пропонує політичний шлюб. Вейн підозрює її, оскільки Лова відома своєю схильністю до неприємностей. Лова приватно розповідає, що її троє старших братів борються за трон імператора, і вона хоче допомоги Вейна, щоб стати імператрицею. Вейн все ще підозрює, оскільки її візит збігається з контрабандою зброї до Натрі. Фаланья, молодша сестра Вейна, дивується, чому Вейн не одружиться з Нінім, але Нінім стверджує, що шлюб неможливий через дискримінацію її народу Флахм, тому вона задоволена тим, що знає: Вейн любить її і лише її. Лова та Нінім згадують інших своїх друзів, Глена і Странга, а Лова розповідає, що має проблеми з Жераром Антгаталом, який хоче на ній одружитися. Вейн навчає Фаланю політиці між королівствами, зосереджуючись на Антгаталі. Поточний маркграф Антгатала, батько Жерара Гренаш, відомий як жорстокий тирані. Лова згадує, як в академії Вейн розпізнав її амбіції і прямо сказав їй брати те, що хоче, можливо, почавши війну. Він також прямо сказав їй, що всіляко уникатиме допомоги, тому їй доведеться втягнути його в її війну хитрістю, чим вона зараз і займається, розмірковуючи, як Вейн спробує вирватися з її пастки. | |                                          |                 |                                 |                         |
| 4 | «Для танцю потрібні двоє» Транслітерація: «Futari no Chibō» (яп. 二人の知謀)                                                             | Такаюкі Хамана                           | Томоко Шіноцука | Такаюкі Хамана                  | 1 лютого 2022           |
| Вейн підтверджує, що нації, завойовані Імперією, готують повстання. Він також правильно здогадується, що брати Лови занадто зайняті боротьбою один з одним, щоб помітити це, тому Лова намагається маніпулювати Гренашем, щоб той розпочав повстання раніше, використовуючи своє заручення як приманку. Жерар приїжджає, щоб заявити, що Лова — його наречена. Вейн розуміє, що Лова маніпулюватиме Жераром, щоб той поклав край повстанню свого батька, використовуючи армію Натрі, тому Вейн мусить намагатися не потрапити під маніпуляції і не віддати свою армію. Жерар дізнається, що Вейн був навчений володіти мечем, і просить продемонструвати свої навички. Вейн планує, щоб дуель закінчилася нічиєю, але через некомпетентність Жерара Вейн виграє, навіть не намагаючись. Зі злості Жерар намагається вдарити Вейна ножем у спину, але настільки п'яний, що розбиває вікно і падає на смерть. Гренаш вірить, що Жерар був вбитий Вейном і Ловою, і готується до війни. Конспіратори, які стоять за повстанням, бояться, що війна викриє їхні плани. Вейн розлючений тим, що тепер йому доведеться вести війну з Гайраном і, ймовірно, з Імперією. Лова вирішує зосередитись на придушенні повстання за допомогою Вейна, але він розкриває, що їхній поточний бюджет обмежує армію Натрі лише до 500 чоловік, тому їм потрібно якось викрити повстання, щоб уникнути війни повністю. | |                                          |                 |                                 |                         |
| 5 | «Дияволський план» Транслітерація: «Sō da, Tsumi o Kabusete Miyō» (яп. そうだ、罪を被せてみよう)                                         | Мотохіро Абe                             | Томоко Шіноцука | Мотохіро Абe                    | 8 лютого 2022           |
| Вейн здійснює офіційний візит до Антгатала, щоб повернути тіло Жерара Гренашу і обговорити мир. Конспіратори метушаться, намагаючись зрозуміти, що Вейн задумав. Вейн розкриває, що Лова знає про повстання, але пропонує Гренашу стверджувати свою невинуватість, заявивши, що Жерар був справжнім змовником. Гренаш просить час, щоб обміркувати це, тому Вейн йде, але Гренаш відправляє конспіраторів за Вейном, щоб помститися за Жерара. Вейн був готовий до цього і розуміє, що конспіратори походять із Західного Королівства та намагались маніпулювати Гренашем, щоб той виконував їхні брудні справи для повстання, але план провалився. Вейн перемагає їх, а Нанаки, його тілоохоронець-убивця, зупиняє інших конспіраторів від знищення доказів у замку Гренаша. Гренаш переслідує Вейна, коли той тікає назад до Натрі, але виявляє, що Вейн розмістив свою армію на кордоні, замкнувши Гренаша між собою та Ловою, яка приїжджає зі своїми імператорськими солдатами. Після того, як Гренаш був викритий і захоплений, він визнає свою провину. Завершивши свою місію, Лова скасовує своє заручення з Вейном, хоча Нінім змушує її зізнатися, що їй подобається Вейн. Вейн зізнається, що було б простіше перемогти Гренаша іншим способом, але цей шлях дозволяє Лові тепер мати контроль над ним для використання в майбутньому. Лова повертається до імперії, сподіваючись одного дня стати імператрицею, щоб вона, Вейн і Нінім могли бути друзями, як колись. | |                                          |                 |                                 |                         |
| 6 | «Свята інтрига!» Транслітерація: «Sō da, Kokusai Kaigi ni Deyō» (яп. そうだ、国際会議に出よう)                                           | Нобухіро Мутō                            | Кейічіро Ōчі    | Нобухіро Мутō і Масато Тамагава | 15 лютого 2022          |
| Вейну доводиться відвідати Королівство Каварін на Фестиваль духів, свято Леветіанської релігії. Під час подорожі він відвідує свою захоплену золоту шахту і турбується, що можуть виникнути проблеми після виходу у відставку його генерала, Хагеля. Декілька натрійських дворян, очолюваних жінкою на ім'я Ібіс, планують захопити трон Вейна. Вейна нападають солдати, переодягнуті в бандитів, але його рятують рештки армії Мардена під командуванням генерала Зено. Зено погрожує вбити Вейна, щоб запобігти його союзу з Каваріном, але оскільки Вейн підозрює, що бандити були солдатами Каваріну, він пропонує Зено доступ до Каваріну через свій дипломатичний статус, дозволяючи їй зустрітися з правителями інших королівств, потенційними союзниками проти Каваріну. У столиці Каваріну, Тристорії, Вейн зустрічає генерала Левера і підозрює, що саме він стоїть за фальшивою засідкою бандитів. Вейн зустрічається з королем Ордаласом, поки Зено ледь не вбиває Холонье, зрадника, колишнього радника її покійного короля Фуштарре. Ордалас знайомить Вейна з Святою Елітою, правлячими членами Леветіану, і шокує всіх, запросивши Вейна як нового члена. Вейн приватно зустрічається з Елітою Кальмелією, але залишає зустріч, коли вона просить його знищити рештки армії Мардена в обмін на прийняття його в Еліту. Виявляється, що Кальмелія має союз з Совою, одним з конспіраторів Антгатала, який втратив руку під час дуелі з Вейном. Нінім знаходить докази, що Левер змовляється, щоб вбити Вейна та скинути Натрію. Тим часом Ібіс і дворяни захоплюють золоту шахту Вейна. | |                                          |                 |                                 |                         |
| 7 | «Вчорашній ворог — сьогоднішній...» Транслітерація: «Kinō no Teki wa Kyō no» (яп. 昨日の敵は今日の)                                      | Кōджі Кобаяші, Тошія Ніітоме, Сінь Я Цай | Кейічіро Ōчі    | Сінь Я Цай                      | 22 лютого 2022          |
| Вейн розуміє, що, підвищуючи його до Еліти, Ордалас сподівається поставити Вейна в борг. Ордалас випадково згадує, що мав доньку, яка його розчарувала, тому він стратив свою дружину, стверджуючи, що вона завагітніла від іншого чоловіка. Він розлютив Вейна, коли запропонував купити громадян Флахм з королівства Натрія, як Нінім, щоб полювати на них заради розваги. Вейн вбиває Ордаласа, в той час як Зено мститься, вбивши Холонье. Кальмелія звинувачує Левера у змові проти Ордаласа і рухається до захоплення влади в Каваріні. У своїй викривленій вдячності до Вейна вона надсилає повідомлення, інформуючи його, що Натрію захопили корумповані дворяни. З цією інформацією Вейн веде Левера та його людей у пастку між армією зрадницьких дворян і солдатами Мардена, змушуючи Левера атакувати обидві сторони. Вейн також розкриває, що він сфальшував відставку генерала Хагала, який прибуває і знищує Левера та зрадників з Натрії. Зено розкриває, що насправді вона принцеса Мардена, хоча Вейн знав про це весь час. Ібіс доповідає своєму господарю, Кальмелії, яка починає планувати, як спричинити ще більше хаосу. Зено просить, щоб Марден став васалом Натрії, дозволяючи Вейну правити Марденом також, що зробить життя Вейна ще складнішим, що розважає як Нінім, так і Зено. | |                                          |                 |                                 |                         |
| 8 | «Я спробую» Транслітерація: «Sō da, Watashi ga Yatte Miyō» (яп. そうだ、私がやってみよう)                                                | Шін'я Кавабе                             | Кейічіро Ōчі    | Масато Тамагава                 | 1 березня 2022          |
| Лова відвідує Саміт Імперських Спадкоємців у торговому місті Мелтарс, де вона та її брати будуть вести переговори за трон. Лова запрошує Вейна, але замість нього приїжджає Фаланья. Вейн спочатку мав намір сказати, що він зайнятий, щоб роздратувати Лову, не очікуючи, що Фаланья сама запропонується. Вейн надсилає Нінім та Нанакі як супроводжуючих і ретельно навчає Фаланью про принців. Манфред здобуває підтримку хитрістю та підкупом, Барлок — солдат і має підтримку військових, а старший брат Деметріо — відомий troublemaker. Лова хоче, щоб Фаланья публічно підтримала її, але їй кажуть, що Вейн не має наміру укладати союз з Імперією, якщо Лова не стане імператрицею. Фаланья дізнається про Громадянські Збори, де звичайні торговці створюють закони, що цікавить Фаланью, оскільки Мелтарс керується своїми громадянами. Деметріо вирішує, що присутність Фаланьї замість Вейна є образою. Притворяючись, що хоче союзу з Натрією, він пропонує Фаланьї вийти за нього, плануючи жорстоко знущатися з неї після того, як вона стане його дружиною. Він здивується, коли Фаланья виявить знання про політичні королівські шлюби, що дозволяє їй тимчасово відмовити від його пропозиції. Втративши терпіння, Деметріо клянеться знищити Натрію, як тільки він стане імператором, але раптово з'являється Вейн, почувши розгніваний вибух Деметріо. | |                                          |                 |                                 |                         |
| 9 | «Маленька принцеса, яка змогла» Транслітерація: «Gūzō Shōjo» (яп. 偶像少女)                                                              | Тошія Ніітоме, Кōджі Кобаяші             | Кейічіро Ōчі    | Тошія Ніітоме                   | 8 березня 2022          |
| Вейн погоджується на шлюб, але стверджує, що він та Лова також одружаться. Усвідомивши, що два королівські шлюби нададуть Натрії величезну силу в Імперії, Деметріо погоджується обговорити це питання пізніше. Вейн, який виявляє симптоми поганого здоров'я, хвилюється, що Леветіани намагатимуться зупинити вступ Мелтарса в Імперію. Лова турбується, що саміт може провалитися. Турбуючись про наміри Вейна, Манфред дає наказ вбити його. Фаланья проводить більше часу на Громадянських Зборах і дивується, коли торговці запрошують її приєднатися до їхніх дебатів. На наступній зустрічі з Деметріо Вейн розуміє, що чай отруєний убивцею Манфреда. Думаючи, що Вейн намагається образити його гостинність, Деметріо випиває чай сам, перш ніж Вейн встигає його зупинити, і падає в непритомність. Деметріо виживає, але Манфред і Барлок звинувачують Мелтарс і оточують місто своїми арміями. Вейн вирішує, що вони повинні втекти в Натрію, але армія Леветіан також прибуває, нібито щоб врятувати Мелтарс від Манфреда та Барлок. Ситуація погіршує здоров'я Вейна, і він падає в непритомність. Фаланья виголошує промову перед панікуючими громадянами. Вейн прокидається і ділиться ніжним моментом з Нінім. Думавши, що громадяни важливіші за місто, Фаланья евакуює всіх 30 000 громадян, які проходять прямо повз ошелешені армії і звертаються до здивованої Кальдмелії за притулком. Усвідомлюючи, що Леветіана не здатна впоратися з 30 000 біженців, Вейн виступає з пропозицією.                                                                                          | |                                          |                 |                                 |                         |
| 10 | «Бульбашкова економіка надуває Его» Транслітерація: «Sō da, Baburu ni Norō» (яп. そうだ、バブルに乗ろう)                                 | Йошіхіде Івата                           | Томоко Шіноцука | Цукаса Сунага                   | 15 березня 2022         |
| Вейн пропонує громадянам Мелтарса боротися за себе, купуючи зброю в армії Леветіан. Вражена, Кальдмелія майже відмовляється, щоб побачити, як Вейн панікує, але її король Грюєр погоджується. Манфред і Барлок зустрічаються з Вейном, який стверджує, що Деметріо сам запланував нещасливе отруєння. Попри те, що вони знають, що це явна брехня, Барлок і Манфред змушені погодитись, щоб уникнути війни. Лова дивується, що Вейн лише виявився залученим, тому що Фаланья любить Мелтарс і він не хотів, щоб її перший політичний досвід закінчився невдачею. Нінім вражена, що Вейн відмовився від свого плану продати Натрію, хоча і з ще більш егоїстичних причин. Грюєр запрошує Вейна на церемонію в королівстві Солджест. Вейн відвідує Марден, де підозрює, що Зено попросить політичний шлюб. Незважаючи на переваги для Мардена, Зено ніколи не згадує про шлюб. Зено запитує, чому Вейн турбується про добробут простих людей, на що Вейн відповідає, що якщо поглянути на історію, всі королівські роди починали з простих людей, які відзначилися і заснували родову лінію, тому прості люди мають потенціал стати дворянами в майбутньому, і тому мудро бути насторожі до них у теперішньому. Він намагається спровокувати Зено на обговорення шлюбу, але, вирішивши, що вона буде непідходящою королевою для короля, як Вейн, вона стверджує, що він «не її тип», що засмучує його, оскільки його дитяча спроба перешкодити її пропозиції зазнала поразки. | |                                          |                 |                                 |                         |
| 11 | «Шляхом шахрайства або обману» Транслітерація: «Sagi da kedo Shirabakkureyō» (яп. 詐欺だけどしらばっくれよう)                            | Тамакі Накацу                            | Деко Акао       | Тамакі Накацу                   | 22 березня 2022         |
| Вейну доводиться зіткнутися з відмовою Західних Королівств, що перебувають під Леветіанською релігією, вести торгівлю з Імперією, тому він шахрайським шляхом позначає імперські товари як натрійські й продає їх на Захід через Мардена. Прем'єр-міністр Сіргіс з Делуніо зустрічає Вейна через шахрайство, але Вейн відмовляється від розмови. Прибувши в Солджест, Вейн вражений його торговими портами. Він підозрює, що король Солджеста Грюєр намагатиметься завадити торгівлі імперськими товарами і сподівається маніпулювати Грюєром, аби той виступив проти ворожого королівства Делуніо. Принцеса Толчейла, дочка Грюєра, вдається відволікти Вейна на кращу кухню Солджеста. Сіргіс вимагає повернення землі, яку Мардена орендувала, стверджуючи, що оскільки Мардена тепер є частиною Натри, королівство Мардена більше не існує, і договір оренди втрачає чинність. Вейн підозрює, що Грюєр спробує вбити його, але коли вони зустрічаються, Грюєр здивовує Вейна тим, що, незважаючи на те, що він є елітою Леветіан, не вважає Фламів, як Нінім, дияволами і дотримується досить ліберальних поглядів. Він погоджується на альянс з Натрєю, але після того, як Вейн від'їжджає, виявляється, що Грюєр працює разом із Сіргісом. Повернувшись до Натри, Вейн дізнається, що Делуніо вторгся в Мардена, а Солджест оголосив війну Натрії. Зено пропонує Натрі якось укласти мир з Делуніо, але Вейн заявляє, що має план, щоб перевернути все з ніг на голову. | |                                          |                 |                                 |                         |
| 12 | «Дійсно мотивований продавець» Транслітерація: «Sō da, Yappari Kuni o Utte Tonzura Shiyō» (яп. そうだ、やっぱり国を売ってトンズラしよう) | Масато Тамагава                          | Деко Акао       | Масато Тамагава                 | 29 березня 2022         |
| Сіргіс планує передати відібрані землі Мардени Леветіанській церкві в обмін на отримання статусу Еліти. Під час переговорів із Сіргісом Вейн пропонує вбити Грюєра, вказуючи, що якщо Солджест продовжить нарощувати свою потужність, він, ймовірно, буде воювати з Натрєю та Делуніо. Надмірно впевнений у собі, Сіргіс погоджується прийняти натрійських біженців після війни, на що Вейн заявляє, що 800 000 громадян Натрії негайно переїдуть до Делуніо як біженці. Знаючи, що Вейн вже зробив подібне з 30 000 громадянами Мелтарса, Сіргіс панікує. Вейн також брехливо стверджує, що одяг, який він продав через Мардена в Делуніо, був покритий повільно діючим отрутою, і скоро громадяни Делуніо помруть. Повністю переігравши Сіргіса своїми сміливими маневрами та інтригами, Вейн змушує його погодитися на свої умови. Грюєр зазнає поразки і потрапляє в полон до Натри. Вейн розкриває, що капітуляція Сіргіса коштувала йому його політичної репутації, і тепер він більше не становить загрози. Грюєр погоджується підписати мирні угоди, але спочатку вимагає дізнатися, що насправді рухає Вейном до таких крайнощів. Відповідь Вейна спочатку шокує, а потім надзвичайно розважає Грюєра. Наступного дня Нінім зазначає, що досягнення миру коштувало Натрії більшості її багатств і мирних відносин з Леветіанською церквою. Вейн влаштовує істеріку, коли розуміє, що його план продати Натрію став ще далі від реальності, і йому треба багато попрацювати, щоб це виправити.                                                                                                 | |                                          |                 |                                 |                         |